# Perelló
Perelló (oficialmente en catalán El Perelló) es un municipio español de la provincia de Tarragona, en la comunidad autónoma de Cataluña. Tiene una población de 2907 habitantes (INE 2024). 

## Geografía
Integrado en la comarca de Bajo Ebro, se sitúa a 65 km de Tarragona. El término municipal está atravesado por la autopista del Mediterráneo (AP-7) y por la carretera nacional N-340, entre los pK 1102 y 1109, además de por la carretera provincial TV-3022, que se dirige hacia Rasquera. 
El relieve del municipio está definido por la sierra del Boix al oeste y el golfo de Sant Jordi en la costa mediterránea, destacando también la sierra de la Barra (362 m) al norte. La altitud oscila entre los 761 m en el corazón de la sierra del Boix, en el límite con Tivenys, y el nivel del mar. El pueblo se alza a 142 m sobre el nivel del mar. El elevado desnivel genera numerosas rieras y barrancos. 
Limita al norte con Tivisa, al noreste y al este con La Ametlla de Mar, al sureste con el mar Mediterráneo, al sur con La Ampolla, al suroeste con Tortosa, al oeste con Tivenys y al noroeste con Rasquera. 

## Prehistoria

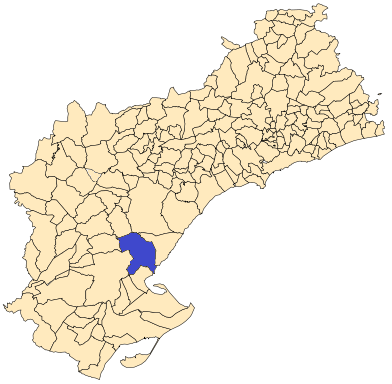
Situación de Perelló en la provincia de Tarragona

El testimonio más relevante de la presencia humana en este territorio durante la prehistoria corresponde a las pinturas rupestres. El Abrigo de Cabra Feixet, conserva muestras del arte más singular de la prehistoria europea, el Arte Levantino la expresión creencial de los últimos grupos cazadores-recolectores epipaleolíticos (10 000 años antes del presente) y se trata de un arte figurativo —y no naturalista, como erróneamente se califica— y exclusivamente pictórico. La existencia de este abrigo pintado fue comunicada por Joan Margalef a los miembros del Instituto de Estudios Catalanes, Pere Bosch Gimpera y Josep M. Colominas, durante la segunda expedición en torno al arte rupestre que llevaron a cabo en 1922. Actualmente se reconocen un par de arqueros —uno particularmente detallado de 26 cm de altura— varios cápridos y ciervos —destacando una cabra macho y una cierva, magníficas pruebas todas ellas de la sensibilidad y maestría de aquellos artistas—, y restos de otros cuadrúpedos; todos en color rojo. Otros yacimientos con Arte levantino cercanos son: Abrigo del Cingle, Cova del Ramat, Abric de Taller (Tivissa); Cova de l´Escoda, Racó d´en Perdigó, Balma del Roc y Cova de Carles (Vandellós-Hospitalet del Infante), Cova de la Caparrella (Rasquera). 
Estas muestras pictóricas son un testimonio inestimable y único de la capacidad intelectual humana y por ello han merecido su inclusión en el listado de Patrimonio de la Humanidad, por parte de la UNESCO desde 1998, bajo el nombre de Arte rupestre del arco mediterráneo de la península ibérica.

## Historia

### Edad Antigua
A pesar de que tradicionalmente se ha querido identificar como que podría tratarse de la Cartago Vetus que se encontraba entre las poblaciones de Tortosa y de Hospitalet del Infante, podría ser más probable que se trate de la antigua Tria Capita, una estación de la Vía Augusta de los romanos. Los itinerarios de los vasos apolinarios encontrados en las excavaciones hechas en Vicarelo (Italia) en 1852, la sitúa a 17 millas de Dertosa (la Tortosa romana) y a 25 del Sub Saltu (el Coll de Balaguer).
De hecho, a pesar de que el lugar era habitado en época romana (en la zona de las Sorts, cerca del cruce de la carretera de Tivissa con otras que vienen de la costa, se ha encontrado un yacimiento arqueológico romano, de la época de Augusto, tanto durante la época ibérica como posteriormente a la época musulmana y en la Edad Media pasaba el camino de Barcelona en Valencia, sobre la cual se ubicó el camino real y más adelante, la carretera general.

### Edad Moderna
Después de la reconquista, es cuando se empieza a hablar del poblado que se denomina les Fonts de Perelló (Las Fuentes de Perelló), a finales del siglo XIII.
La reconquista de las tierras del Taifa de Tortosa aconteció a mediados de siglo XII, en tiempo del conde de Barcelona Ramón Berenguer IV. Según la carta de poblamiento que este otorgó en Tortosa el 1149, el territorio de Perelló, y que abarcaba los actuales municipios de La Ametlla de Mar, La Ampolla y Perelló, este restaba dentro del amplio término que se asignaba en la ciudad tortosina, que iba desde el Coll de Balaguer hasta Ulldecona. A finales del siglo XIII, Jaime II de Aragón encargó al alcalde de Tortosa, Bernat de Llabià, la población del lugar de la Fuente de Perelló. En la misma fecha (18 de noviembre de 1294), el monarca designó a Ramón de Bañeras alcalde vitalicio del nuevo lugar; además, le otorgaba licencia para construir y explotar con carácter de exclusiva y a censo del rey un horno en el lugar, en el cual ordenaba de hacer una población. Este personaje, el 16 de diciembre de 1294, por mandamiento real otorgó franquicias a un grupo de 84 pobladores porque habitaran libremente el lugar denominado la Fuente de Perelló y la puebla de Fonts de Perelló. Los nuevos pobladores se tenían que regir según la norma de las Costumbres de Tortosa. El término de Perelló iba desde el coll de Balaguer hasta el torrente de la Fullola y desde el término de Tivisa a la mar. Al cabo de pocos años, la reina Blanca de Nápoles, esposa de Jaime II, fundó un hospital para viajeros (1308).
A lo largo de los siglos XIV-XVI se produjeron varios litigios entre los términos de Tortosa, Tivisa y de Perelló, por cuestiones de límites, de derecho de pastos, etc. Al siglo XVI fue objeto de continuos ataques por parte de piratas berberiscos. Por eso, las murallas de la población se renovaron, al menos parcialmente, el 1585.
Durante la revuelta de los Segadores (1640), el pueblo fue asediado por el ejército del Rey, bajo el mando del marqués de Los Vélez, que después de una resistencia de un grupo de vecinos, pudo entrar al pueblo amurallado, que fue saqueado e incendiado; algunos de los supervivientes fueron colgados en el Coll de las Forques (las Horcas).

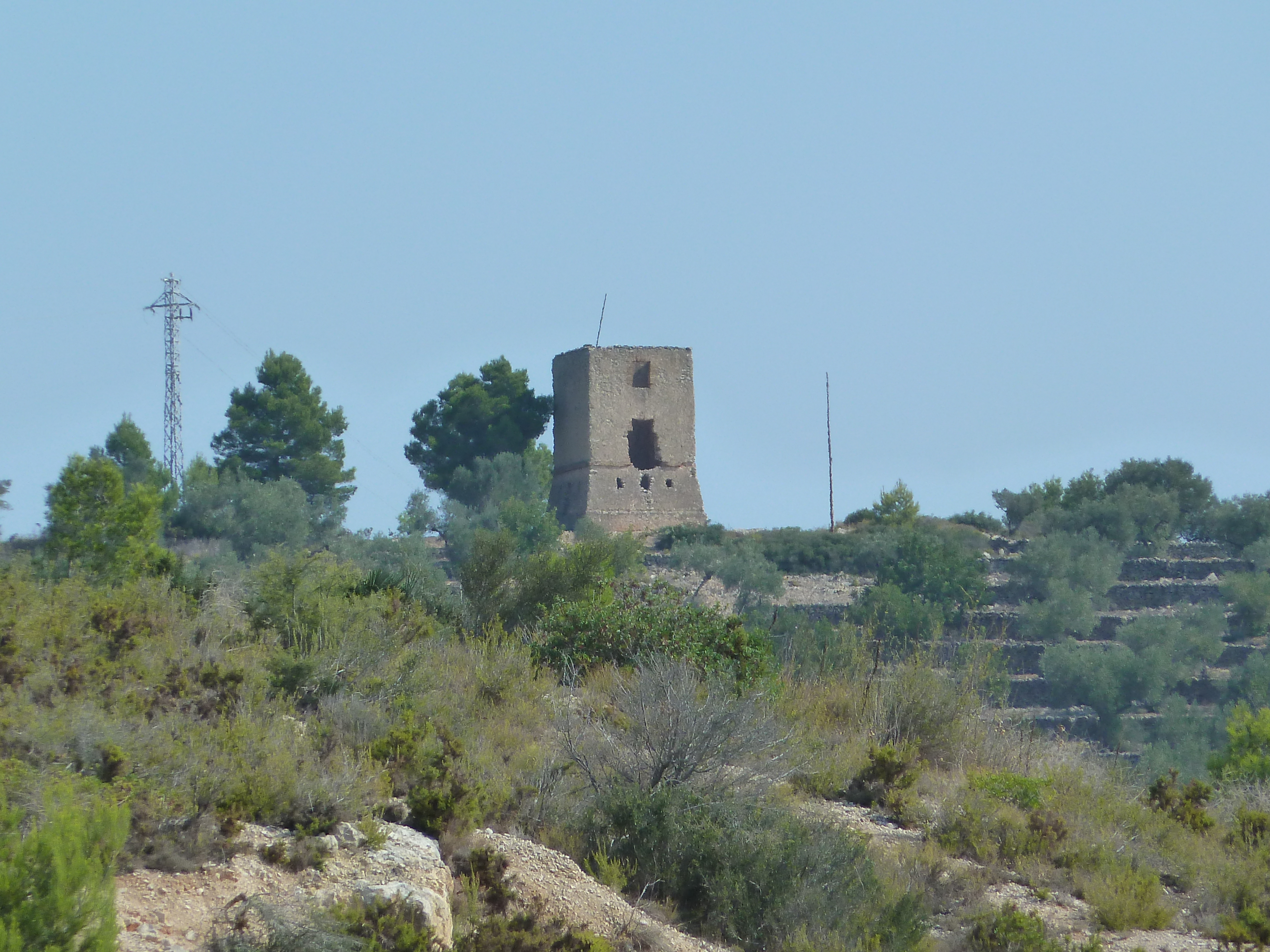
Torre de vigilancia y de telegrafía óptica militar en Perelló

En el siglo XIX los carlistas quemaron la documentación del municipio, pero no la de la parroquia.
El 24 de diciembre de 1891 se segregó del municipio la población de La Ametlla de Mar.
Durante la Guerra Civil quedó prácticamente destruida por los bombardeos.
En 1989 se segregó del municipio la población de La Ampolla.

## Demografía
Cuenta con una población de 2907 habitantes (INE 2024).
| Gráfica de evolución demográfica de Perelló entre 1842 y 2021 |
| |
| Población de derecho según los censos de población del INE Población de hecho según los censos de población del INEEn estos censos se denominaba Perelló: 1842, 1857, 1860, 1877, 1887, 1897, 1900, 1910, 1920, 1930, 1940, 1950, 1960, 1970 y 1981 Entre el censo de 1897 y el anterior, disminuye el término del municipio porque independiza a 43013 (Ametlla de Mar) |

| Nacionalidad | Hombres | Mujeres | Total | %     | Proporción |
| ------------ | ------- | ------- | ----- | ----- | ---------- |
| Española     | 1078    | 1030    | 2108  | 73.0% |            |
| Extranjera   | 405     | 372     | 777   | 26.9% |            |

## Economía
Situado a 30 km de Tortosa y a 4 km del mar, es una población cuya actividad principal es la agricultura, en especial el cultivo de secano y la miel.

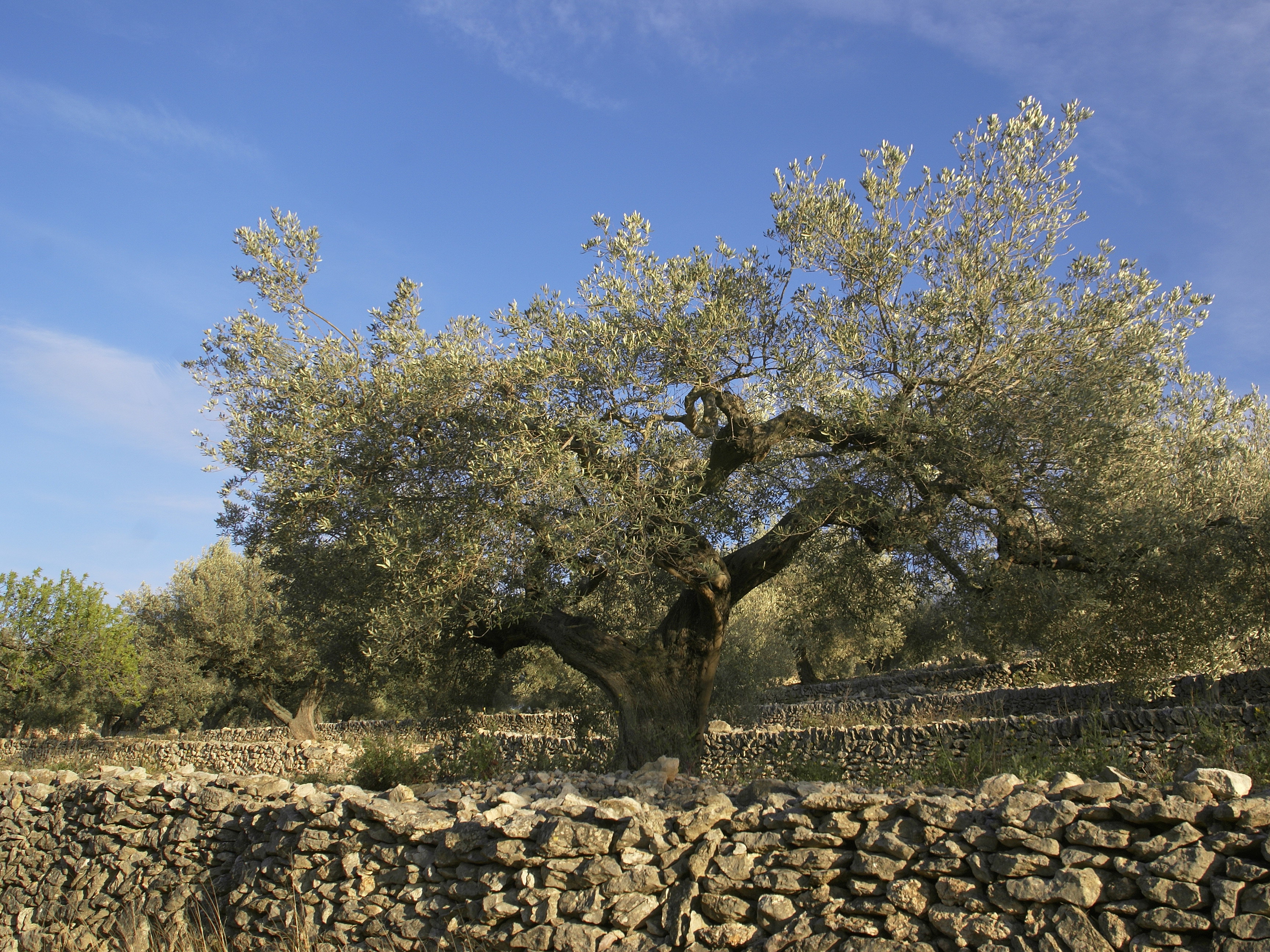
Un olivo en Perelló

La economía de Perelló, a raíz de la segregación del término municipal de La Ampolla, ha perdido una parte del sector turístico, cosa que ha hecho reavivar el interés por el sector primario (agricultura y ganadería). En cuanto a la agricultura dominan los olivos y los almendros.
La Cooperativa Agrícola de Sant Isidre, fundada en 1957, elabora unos aceites (puro y virgen) y vinos (blanco, negro, rosado, macabeo, selecto, moscatel y vermut) de calidad.
Perelló es considerada la capital catalana de la miel. Es tradicional la dedicación a la apicultura, como lo demuestra la existencia de la Cooperativa Apícola Tarraconense con sede en esta población.
Respecto a la ganadería, hay un predominio de pollos y la cría de conejos, mientras que el ovino y el porcino son más secundarios.
La actividad industrial es representada por pequeños talleres mecánicos, constructoras e industrias de materiales de construcción y de transportes, y el comercio está bastante diversificado. La creación de un polígono industrial en las afueras de la población permite dar salida a estas actividades.
A mediados de abril, en fecha variable pero coincidiendo con un fin de semana, tiene lugar Firabril, una feria multisectorial de larga tradición (expuesta por primera vez el siglo XVII), de la cual destaca la producción y promoción de la miel y el aceite, los servicios y la agricultura.

## Cultura
La iglesia parroquial está dedicada a la Asunción de la Virgen. Aunque está documentada ya en 1635, el edificio actual es de construcción más tardía. Es de estilo neoclásico y fue restaurada por completo en el siglo XX. Es de nave única, con tres altares laterales y tiene planta de cruz latina.
En la cueva de la Mallada se encontró en 1957 un yacimiento que contenía cerca de 1800 piezas de sílex así como algunas puntas de flecha. La cueva estuvo habitada hace ya unos 35 000 años. En las cuevas de Cabrafeixet hay diversas pinturas rupestres que muestran la forma de vida de los primitivos habitantes
Dentro del término municipal se encuentran diversos pozos romanos así como restos de la antigua Vía Augusta.
Perelló celebra su fiesta mayor el 17 de enero en honor a San Antonio Abad. Las fiestas mayores de verano tienen lugar en el mes de agosto, aunque son menos importantes.

## Patrimonio
Los vestigios prehistóricos:

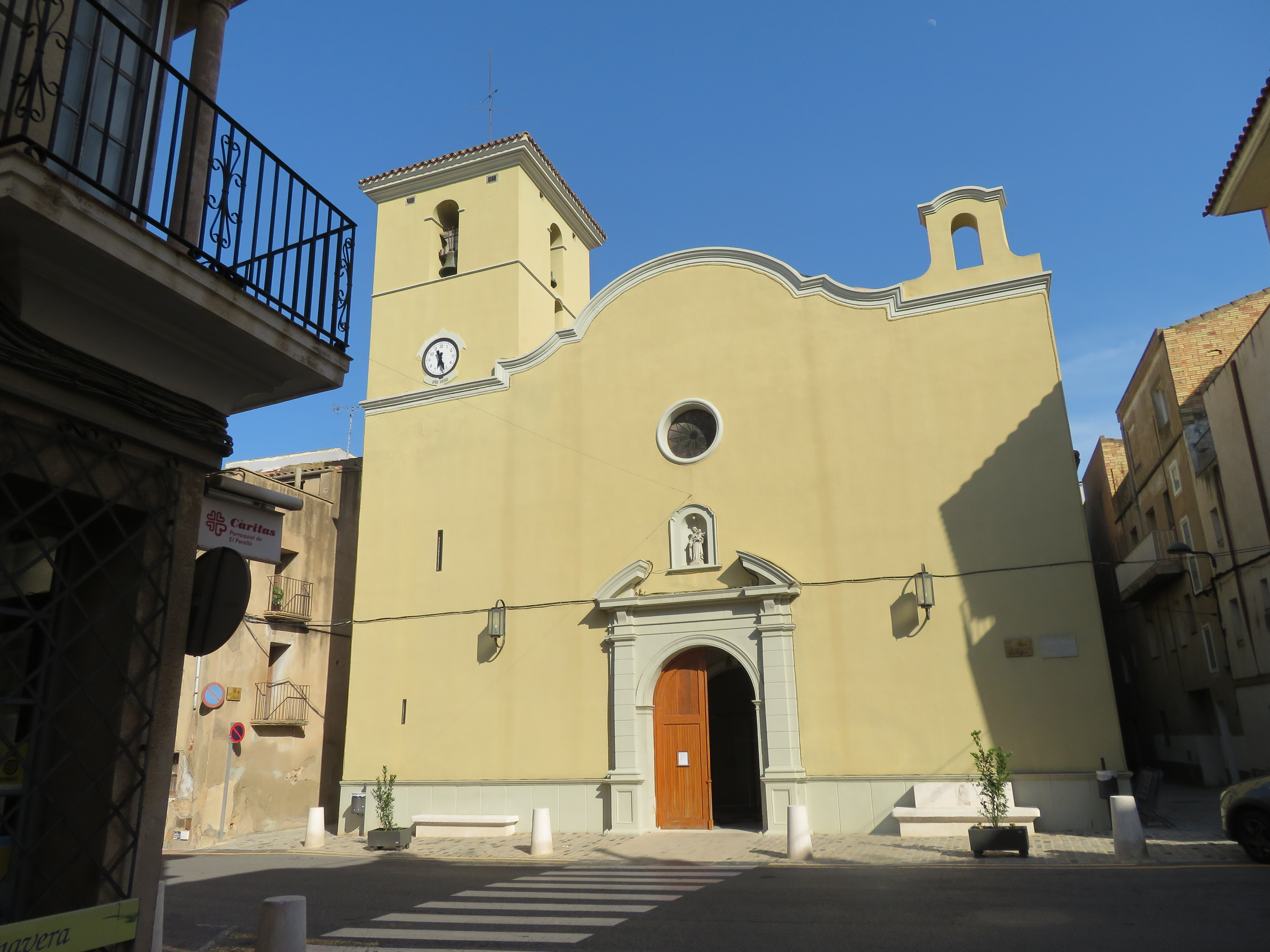
Iglesia parroquial Asunción de la Virgen de Perelló

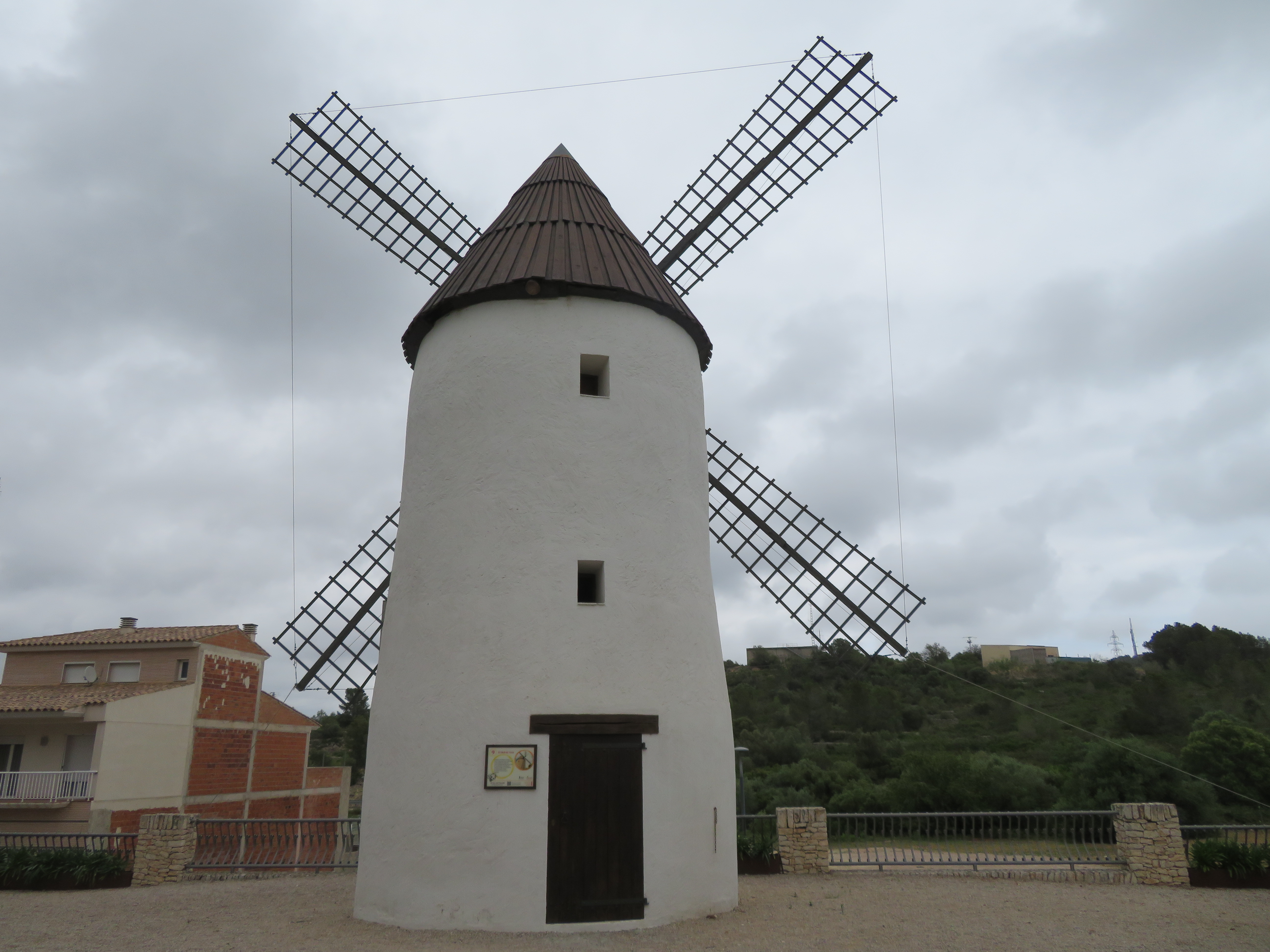
El molino de viento del Perelló

- Pinturas Rupestres de Cabra-Feixet, en 1998 fueron declaradas Patrimonio de la Humanidad por la UNESCO.
- La cueva de la Mallada.

Los restos romanos:
- Tramos de La Vía Augusta
- Los pozos romanos: la Cuitora, la Panavera, el Ponou y Abeurador.

El monumento del Coll de les Forques
- Ermita de San Cristóbal (Perelló)
- El Molino de Viento.

Otros lugares:
- Parque Eólico, se pueden concertar visitas para grupos.
- La Torre de los Moros o del antiguo Telégrafo Óptico.
- Fuente de Tita. Ideal para rutas BTT.
- Balsa de en Ferrà, paraje natural situado a 8 km de la población.

Las playas de Perello: 
- Santa Lucía
- Morro de Gos
- Cala Bona
- Cala Moros
- Pont del Àlia